# Мис (Тренто)
Мис је насеље у Италији у округу Тренто, региону Трентино-Јужни Тирол.
Према процени из 2011. у насељу је живело 101 становника. Насеље се налази на надморској висини од 1086 м.